# تیبور راب
تیبور راب (مجاری: Tibor Rab؛ زادهٔ ۲ اکتبر ۱۹۵۵) بازیکن فوتبال اهل مجارستان بود.
از باشگاه‌هایی که در آن بازی کرده‌است می‌توان به باشگاه فوتبال فرنتس‌واروش اشاره کرد.
وی همچنین در تیم ملی فوتبال مجارستان بازی کرده‌است.